# Heliocontia apicella
Heliocontia apicella là một loài bướm đêm trong họ Noctuidae.